# Distrito de Praga-Este
El distrito de Praga-Este (en checo: Okres Praha-východ) es uno de los doce distritos de la región de Bohemia Central en Chequia. Abarca la periferia oriental de la capital nacional Praga, que es la capital del distrito pese a no formar parte del mismo.

## Localidades (población año 2018)
- Babice 1141
- Bašť 2522
- Bořanovice 849
- Borek 324
- Brandýs nad Labem-Stará Boleslav 18 815
- Brázdim 664
- Březí 539
- Čelákovice 12 207
- Černé Voděrady 349
- Čestlice 656
- Dobřejovice 1133
- Dobročovice 295
- Doubek 462
- Dřevčice 798
- Dřísy 1031
- Herink 615
- Hlavenec 381
- Horoušany1388
- Hovorčovice 2418
- Hrusice 829
- Husinec 1460
- Jenštejn 1214
- Jevany 776
- Jirny 2808
- Kaliště 287
- Kamenice 4474
- Káraný 776
- Klecany 3558
- Klíčany 421
- Klokočná 266
- Konětopy 311
- Konojedy 260
- Kostelec nad Černými lesy 3677
- Kostelec u Křížků 703
- Kostelní Hlavno 499
- Kozojedy 890
- Křenek 261
- Křenice 761
- Křížkový Újezdec 233
- Kunice 1495
- Květnice 1606
- Lázně Toušeň 1376
- Lhota 464
- Líbeznice 2757
- Louňovice 1095
- Máslovice 365
- Měšice 1890
- Mirošovice 1323
- Mnichovice 3773
- Mochov 1356
- Modletice 559
- Mratín 1337
- Mukařov 2526
- Nehvizdy 3094
- Nová Ves 1290
- Nový Vestec 450
- Nučice 383
- Nupaky 1764
- Odolena Voda 5957
- Oleška 969
- Ondřejov 1675
- Oplany 104
- Panenské Břežany 598
- Pětihosty 227
- Petříkov 557
- Podolanka 524
- Polerady 275
- Popovičky 397
- Předboj 1007
- Přezletice 1587
- Prusice 78
- Radějovice 432
- Radonice 994
- Říčany 15 448
- Sedlec 357
- Senohraby 1221
- Šestajovice 3699
- Sibřina 870
- Škvorec 1714
- Sluhy 671
- Sluštice 496
- Štíhlice 181
- Strančice 2387
- Stříbrná Skalice 1374
- Struhařov 829
- Sudovo Hlavno 480
- Sulice 1906
- Svémyslice 473
- Světice 1216
- Svojetice 1040
- Tehov 950
- Tehovec 607
- Úvaly 6673
- Veleň 1332
- Veliká Ves 330
- Velké Popovice 2819
- Větrušice 620
- Vlkančice 195
- Vodochody 595
- Všestary 860
- Vyšehořovice 640
- Výžerky 162
- Vyžlovka 658
- Zápy 859
- Záryby 971
- Zdiby 3527
- Zeleneč 3205
- Zlatá 315
- Zlonín 657
- Zvánovice 531